# 쩡롄쑹

쩡롄쑹이 디자인한 중화인민공화국의 국기 디자인 초안

쩡롄쑹(중국어 간체자: 曾联松, 정체자: 曾聯松, 병음: Zēng Liánsōng, 한자음: 증련송, 1917년 12월 17일 ~ 1999년 10월 19일)은 중화인민공화국의 국기를 디자인한 인물로 저장성 뤼안 시 출신이다.
1936년 국립 중앙 대학(國立中央大學, 1949년 난징 대학으로 명칭을 변경함) 경제학과에 입학했으며 1938년 중국 공산당에 입당했다. 중국인민정치협상회의 상하이시 상무위원을 역임했다.